# Wellington-Nationalpark
Der Wellington-Nationalpark (englisch: Wellington National Park) grenzt nahezu unmittelbar an Collie an und liegt etwa 15 Kilometer östlich von Bunbury in Western Australia.
Das Gebiet wurde im Jahr 2000 zum Nationalpark erklärt.

## Geografie
Durch den 174,15 km² großen Nationalpark fließt der Collie River. Im Gebiet des Nationalparks befinden sich mehrere Stauseen (von Nord nach Süd: Waroona Dam, Samson Brook Dam, Loque Brook Dam, Harrey Dam, Stirling Dam, Harvis River Dam und Wellington Dam). Die Trinkwasserreservoire, die im Einzugsgebiet des Collie River liegen, wurden angelegt, um die Region des Wheatbelt zu versorgen.

## Flora und Fauna
Im Nationalpark wachsen große Marri- und Eukalyptusbäume (Eucalyptus pilularis und Eucalyptus pilularis). Entlang der King Tree Road im Ferguson Valley befinden sich hochgewachsene Eukalypten, darunter der sogenannt King Tree.
Im Park wurden 117 Tierarten, darunter 112 Vögel, elf Säugetiere und 309 Pflanzenarten gezählt. Im Park leben beispielsweise Schwarzschwanz-Beutelmarder (Dasyurus geoffroii), Kurznasenbeutler (Isoodon obesulus), Kurzschwanzkängurus (Setonix brachyurus), Kusus und Bürstenschwanz-Rattenkängurus (Bettongia penicillata).

## Tourismus
Im Nationalpark kann Schwimm-, Kanu- und Raftingsport betrieben werden. Im Flussbett des Collie Rivers liegen teilweise große, verrundete Granitfelsen, die vom Wasser umspült werden und Pools bilden, die Erholungssuchende zum Baden einladen. Gebadet werden kann auch in den Stauseen und des Weiteren Wassersport betrieben werden. Ferner bildet der Fluss mehrere Schluchten, wie die Potters Gorge, die sich zum Rafting eignen. Es gibt mehrere Campingplätze und Wanderwege wie beispielsweise den Mount Lennard Trail, der sich im Süden des Nationalparks befindet. Motorfahrzeuge sind im Park abseits der Straßen verboten. Es gibt mehrere gebührenpflichtige Campingplätze.